# Gmina Nijemci
Gmina Nijemci (chorw. Općina Nijemci) – gmina we wschodniej Chorwacji, położona w żupanii vukowarsko-srijemskiej.

## Położenie
Leży w zachodnim Sremie. Znajduje się około 26 kilometrów na południe od Vukovaru, przy granicy z Serbią.

## Demografia
Populacja: 4715 mieszkańców (2011).
| Liczba ludności | Liczba ludności | Liczba ludności | Liczba ludności | Liczba ludności | Liczba ludności | Liczba ludności | Liczba ludności | Liczba ludności | Liczba ludności | Liczba ludności | Liczba ludności | Liczba ludności | Liczba ludności | Liczba ludności | Liczba ludności |
| --------------- | --------------- | --------------- | --------------- | --------------- | --------------- | --------------- | --------------- | --------------- | --------------- | --------------- | --------------- | --------------- | --------------- | --------------- | --------------- |
| Rok:            | 1857            | 1869            | 1880            | 1890            | 1900            | 1910            | 1921            | 1931            | 1948            | 1953            | 1961            | 1971            | 1981            | 1991            | 2001            |
| Stan ludności:  | 1187            | 1209            | 1402            | 1727            | 2373            | 2298            | 2414            | 2405            | 2717            | 3038            | 3077            | 2800            | 2412            | 2171            | 1905            |

## Miejscowości w gminie
- Apševci
- Banovci
- Donje Novo Selo
- Đeletovci
- Lipovac
- Nijemci
- Podgrađe
- Vinkovački Banovci